# 7 Wonders of the Ancient World
7 Wonders of the Ancient World es un videojuego de rompecabezas. Fue desarrollado por el estudio ruso Hot Lava Games y publicado por MumboJumbo en febrero de 2007. El 2 de abril de 2009, se lanzó la versión para PSP de 7 Wonders of the Ancient World en la PlayStation Store. 

## Jugabilidad
Los jugadores tienen la tarea de reconstruir las Siete Maravillas del Mundo Antiguo. En cada maravilla, hay de 5 a 7 subniveles en el que los jugadores mueven runas para formar una fila de 3 o más. Hay dos modos de juego: Juego Libre y Expedición. En el modo de Juego Libre, los jugadores pueden elegir jugar cualquier nivel que hayan completado en el modo Expedición. 

## Recepción
7 Wonders of the Ancient World recibió críticas mixtas y negativas tras su lanzamiento. En Metacritic, el juego tiene puntajes de 60/100 para la versión DS basada en 7 revisiones, y 51/100 para la versión PSP basada en 10 revisiones. En GameRankings, el juego tiene puntajes de 62.17% para la versión DS basada en 6 revisiones, y 55.27% para la versión PSP basada en 11 revisiones.